# Beaver House London

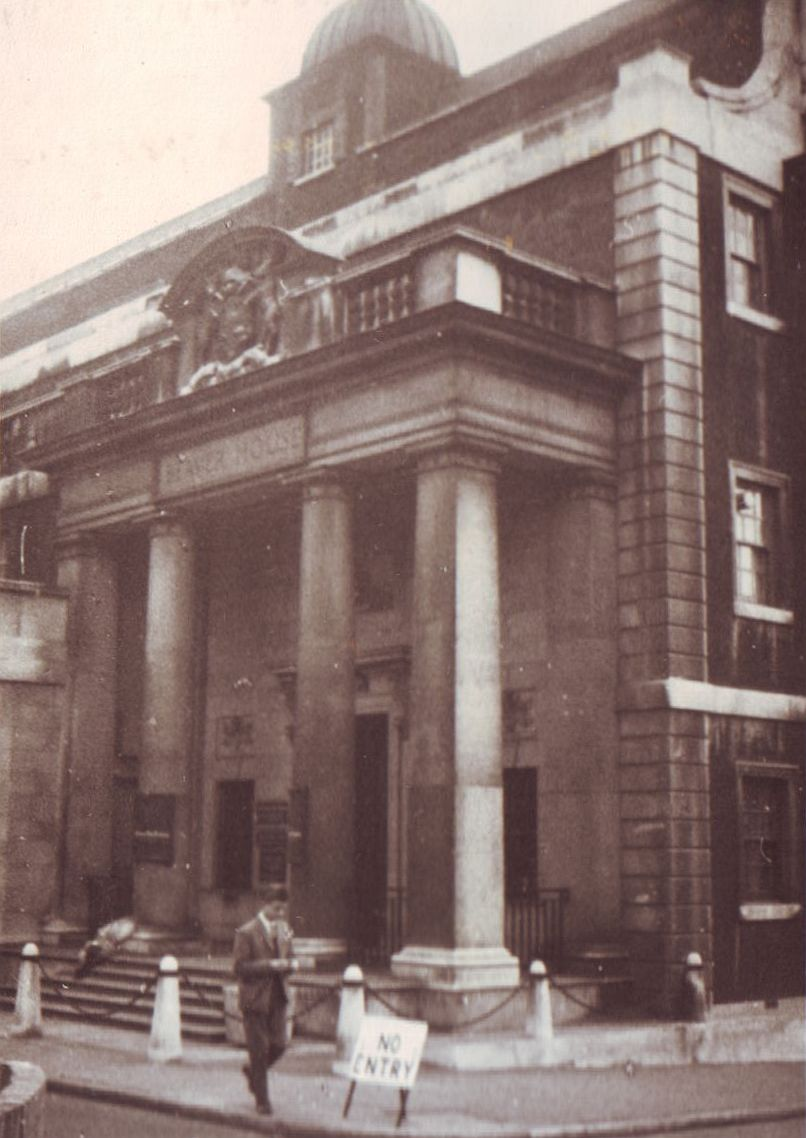
Eingangsportal (1961)

Das Beaver House (deutsch: Biberhaus), auch Beaver Hall, war ein von der Hudson’s Bay Company errichtetes Gebäude im Zentrum von London. Das prunkvolle Bauwerk enthielt neben Büroräumen eine Ausstellungshalle und einen Auktionssaal für 700 Käufer, in dem Pelzfelle gehandelt wurden.
Die Gegend um die Straße Garlick Hill, mit dem Beaver House in der Great Trinity Lane, war einst mit vielen einschlägigen Unternehmen ein Weltzentrum des Pelz-, Häute- und Lederhandels, noch nach dem Zweiten Weltkrieg der weltgrößte Handelsplatz für Pelzfelle überhaupt. London bildete den Hauptumschlagplatz für Rohfelle aus Nord- und Südamerika und Australien.

## Geschichte
Von 1668 an, schon vor der Erteilung der Royal Charter an die Hudson’s Bay Company (HBC), war London das Geschäftszentrum der Company. Dies blieb so, als die HBC im Mai 1670 ein kanadisches Unternehmen wurde. In der britischen Hauptstadt befanden sich ihre Verwaltungsbüros, Lagerhäuser, Zulieferer, Bankiers, Kunden, Aktionäre und Auktionsräume. Zumindest gegen Ende des 18. Jahrhunderts wurden Pelzfelle nicht nur für den englischen Markt eingeführt, sondern auch exportiert. Einkäufer vom europäischen Festland begaben sich auf die damals oft mehrwöchige Reise nach London, die Kanal-Überfahrt anfangs noch auf einem Segelschiff.
Die Londoner Büros der HBC befanden sich in bereits üblicherweise als „Hudson’s Bay House“ bezeichneten Lokalitäten. Büros mit diesem Namen wurden erstmals im Firmenprotokoll vom 30. Dezember 1682 erwähnt und bezogen sich auf die gemieteten Räumlichkeiten der „Scriveners’ Hall“ an der Ecke Noble Street und Oat Lane. In den nächsten hundert Jahren befanden sich diese Büros an verschiedenen Standorten, darunter die Fenchurch Street 3-4 und die Lime Street 1. Peter C. Newman schrieb über das Firmengelände in der Frenchurn Street in „Company of Adventurers“ und beschreibt: „Auf der anderen Straßenseite von Elephant Inn, in dem der Maler William Hogarth in seinen Lehrjahren seine Miete mit vier Wandgemälden im Schankraum bezahlte - eines seiner Themen war »Die Hudson’s Bay Hausdiener gehen zum Dinner«“. Die letzte Version des Hudson’s Bay House, Bishopsgate 60-62-64, wurde von Mewes und Davis entworfen und 1926 erbaut.
Bisher waren die meisten Pelzfellauktionen in den Räumen der Rauchwarenfirma C. M. Lampson & Co. in der Queenstreet abgehalten worden. Die Hudson’s Bay Company hatte die Gastfreundschaft des bis dahin weltgrößten Rauchwaren-Handelsunternehmens genossen, bis die Company kurz vor dem Zweiten Weltkrieg Lampson übernahm. Während die Ware von Lampson in den umliegenden Gebäuden besichtigt werden konnte, hatte die Hudson’s Bay bis dahin das alte Seiden-Lagerhaus der East-India Company in der Lime Street benutzt.
Im Jahr 1925, im 255. Jahr nach Gründung der Hudson’s Bay Company, wurde das neu erbaute Beaver House in der Great Trinity Lane eröffnet, nahe der heute nicht mehr dort befindlichen Bank von England. 1940 wurde das Hauptbüro vom Hudson’s Bay House in das Beaver House verlegt; das Hudson’s Bay House wurde um 1948 verkauft. Im neuen Beaver House befanden sich die Büros, gekühlte Lagerräume und der Auktionssaal. Beaver House blieb der offizielle Hauptsitz der HBC, bis dieser 1970 nach Kanada verlegt wurde. Mitte 1978 beobachtete der Rauchwarenhändler Francis Weiss einen offenbar größeren Umbau an oder innerhalb des Gebäudes.
Garlick Hill, der Stadtteil in dem sich das Beaver House befand, wurde 1980 zur „Conservation Area“ erklärt, das heißt, kein Gebäude darf ohne Zustimmung der Stadtplaner zerstört werden. Für das Beaver House erteilte man 1982 trotzdem die Genehmigung zum Abriss, und das Grundstück wurde Mitte der 1980er Jahre von Markborough Properties saniert, einer Immobilien-Tochtergesellschaft der Hudson’s Bay Company. Der neue Komplex, heute Royal Bank of Canada Centre genannt, wurde 1987 fertiggestellt, er besteht jetzt aus zwei miteinander verbundenen Bürogebäuden. Eine Besonderheit ist das Atrium, das bepflanzte Flächen mit einbezieht und Licht in die nach innen gerichteten Büroräume lässt. In das Atrium ist außerdem die ursprüngliche Eingangsfassade des Beaver House integriert. Auch erinnern eine Gedenktafel aus dem Jahr 1987 und eine alte Windfahne an die ehemals hier ansässige Hudson’s Bay Company.
Nicht weit entfernt befindet sich Skinners Hall, der Sitz der Skinners’ Company, einer der ältesten Gilden der Stadt (Skinner = Gerber, auch Pelzzurichter). In früheren Zeiten überwachte sie für ihre Mitglieder die Veredlung, Herstellung und den Verkauf von Pelzen, die vorwiegend zum Verbrämen von Kleidungsstücken hochrangiger Personen verwendet wurden, und kontrollierte die Ausbildungsbedingungen im Kürschnerhandwerk. Heute ist die Company vor allem gemeinnützig tätig. Am Fuß des Garlick Hill, an der Ecke der Skinners Lane und schräg gegenüber dem Royal Bank Centre, befindet sich die Pfarrkirche St. James Garlickhythe mit zwei Tafeln, die der Mitarbeiter der Londoner Hudson’s Bay Company gedenken, die in beiden Weltkriegen ihr Leben verloren haben. Auf Initiative des Pelzhändlers Francis Weiss hin, der sich schriftstellerisch mit der Geschichte des Pelzhandels befasste, erhielt Ende des 20. Jahrhunderts die Maiden Lane den neuen Namen Skinners Lane (Gerbergasse).
Die ursprünglich als Pelzhandelsgesellschaft gegründete Hudson’s Bay Company ist inzwischen vorwiegend im Einzelhandelsbereich tätig. Die wichtigsten Rauchwarenauktionen fanden bis 2024 vor allem in Dänemark durch die Züchtergemeinschaft Kopenhagen Fur statt.

### Auktionen

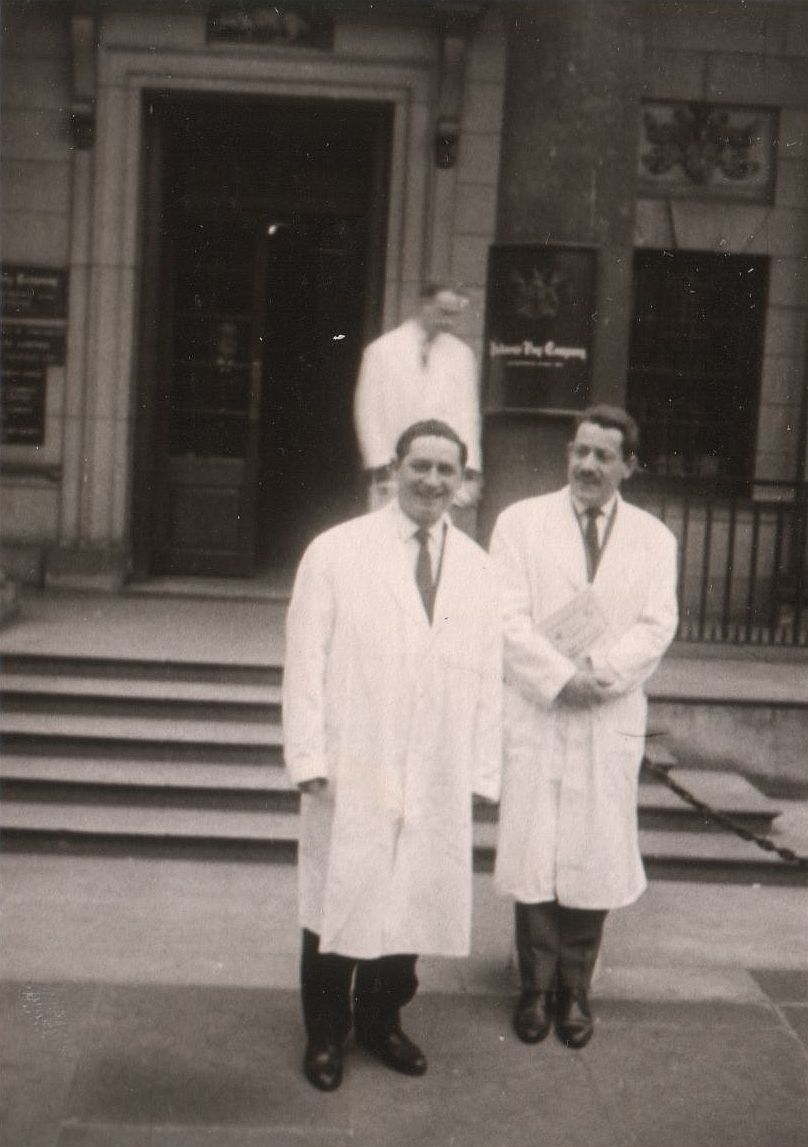
Pelzhändler vor dem Beaver House in ihren weißen Kitteln (1964)

Eine im Jahr 1925 abgedruckte Glosse schilderte das „Pelzzentrum dieses Erdteils“ zur Zeit der Auktionen, vor Fertigstellung des Beaver House:
„In der ganzen Welt, wo etwas Haariges kriecht oder klettert oder rennt, sind Männer mit Gewehr und Falleisen an der Arbeit, und dreimal im Jahr fließen die Felle, die so in der ganzen Welt gesammelt werden nach London, um von hier aus über die ganze Welt zurück verteilt zu werden. Dieses Zusammenfließen und Rückverteilen spielt sich in einem einzigen großen Raum Raum in der Queenstreet ab. Kein eigenartigeres Bild in der großen englischen Metropole kann man ausdenken, als diesen Saal im Augenblick der Rauchwarenauktion. Man kommt durch einen Hof; und wenn man ein Fremder ist, so bemerkt man den Hof gar nicht und betritt ihn höchstens irrtümlich oder zufällig. Dort steht ein Mann in weißen Hosen und gibt Auskunft: »Die Hudson Bay Company, Mein Herr«. […] …‍dann überquert man den Hof und betritt den Auktionssaal. […] Die Sitze sind halbmondförmig amphitheatralisch geordnet. Und alle Mann behalten ihre Hüte auf dem Kopf. Welche Hüte! Hier und da eine runde Astrachankappe und natürlich viel Pelzröcke. Ein Mann knöpft seinen Rock auf: seine Weste ist aus einem Leopardenfell hergestellt. Hoch oben über der Versammlung sitzen sieben Mann. Die Gesichter den Käufern zugewandt. Der Mittelste ist der Auktionator.“
Das Beaver House war über die Branche hinaus bekannt durch seinen bemerkenswerten Saal mit den großen Fenstern, die das für die wichtige Warenbeurteilung besonders geeignete Nordlicht hereinließen. Die Halle war derart beeindruckend, dass das Geschäftshaus selbst häufig als „Beaver Hall“ bezeichnet wurde. Charakteristisch bei den Vorbesichtigungen der Ware waren die Einkäufer in ihren weißen Kitteln, bis gegen Ende des 20. Jahrhunderts noch die typische Kleidung der gesamten Pelzbranche.
Die Auktionen waren bis Anfang des 20. Jahrhunderts noch nicht so durchrationalisiert wie in den folgenden Jahrzehnten – mittlerweile kann bei den größten Rauchwarenauktionen auch digital oder fernmündlich geboten werden. Erste Änderungen hatte in den 1880er Jahren Emil Teichmann bei Lampson eingeführt. Neben anderen Verbesserungen muss man sich seitdem nicht mehr jedes einzelne Fell ansehen, sondern die Einkäufer besichtigten Show-Lots, kleine Bündel, die der Qualität der in diesem Los angebotenen Ware entsprechen. Es gab noch nicht die umfangreichen Auktionskataloge mit detaillierten Beschreibungen und genauen Angaben der Herkommen. Die vor allem europäischen, aber auch amerikanischen Einkäufer mussten ein hohes Fachwissen haben und, noch ohne Taschenrechner, schnell kalkulieren und dabei in die Heimatwährung umrechnen können. Die jeweils angebotenen Mengen waren gewaltig und die Versteigerungen dauerten oft länger als einen Monat. Für die Besichtigung der Ware benötigte ein Einkäufer eine volle Woche. Der Rauchwarenhändler Francis Weiss erinnerte sich: „Für Lampson und die Hudson’s Bay fungierte Francis Edward Goad bis zu seinem Tode im Jahr 1951 als Chef-Auktionator. »Frank« war viel bedächtiger als die heutigen Hammer-Zauberer und immer sehr geduldig und sehr gerecht, verstand viel von Waren und hatte ein bewundernswertes Gefühl für den Saal und die Marktsituation“.
In den 1920er Jahren waren die hier gehandelten Hauptfellarten Amerikanisches Opossum und Australisches Opossum, Wallaby, Bisam und Rotfuchs, jeweils in Millionenstückzahl. Persianer- und Nerzfelle waren noch unbedeutend, die Pelztierzucht hatte erst begonnen. Als aus Kanada die ersten aus Zucht stammenden Silberfuchsfelle nach London zur Auktion kamen, verheimlichten die Einlieferer noch das nicht aus freier Wildbahn stammende Herkommen. Die Felle erzielten im Jahr 1910 den erstaunlichen Durchschnittspreis von 275 Pfund, die teuerste Schwarzvariante erbrachte 540 Pfund.
Die letzte Auktion der Hudson’s Bay Company in London endete am 31. Mai 1989 um 10 Uhr 30.